# Andrena rufula
Andrena rufula är en biart som beskrevs av Otto Schmiedeknecht 1883. Andrena rufula ingår i släktet sandbin, och familjen grävbin. Inga underarter finns listade i Catalogue of Life.